# 土耳其革命共产主义联盟
土耳其革命共产主义联盟（土耳其語：Türkiye İhtilalci Komünistler Birliği，缩写为TİKB）是土耳其的一个非法的共产主义组织。1979年2月，土耳其人民解放军的一个派别创建该组织。该组织的意识形态是共产主义、马克思列宁主义。该组织的政治立场是极左翼。该组织是革命政党和组织国际协调和人民联合革命运动的成员。